# Libertad 1
Libertad 1 — первый колумбийский искусственный спутник. Построен студентами Университета Сергио Арболеды в Боготе.
На орбиту его доставила ракета Днепр 17 апреля 2007 года с космодрома Байконур в Казахстане. Вместе с Libertad 1 были доставлены 13 других небольших спутников из разных стран и институтов.
Libertad 1 — спутник типа CubeSat в форме куба со стороной 10 см и массой 1 кг. Его строительство продолжалось два года. Спутник оснащён передатчиком и приёмником. Сигналы со спутников принимали несколько наземных станций со всего мира. Передавал идентификационные данные и телеметрию, в том числе, операционный статус, температуру наружной поверхности, значение напряжения. Позволял определить положение относительно Солнца и Земли, проводить испытания конструкций и деталей с точки зрения будущих спутниковых миссий. В общей сложности передал более 11 тысяч пакетов данных. Работал до полной разрядки аккумулятора менее чем 30 дней со дня выхода на орбиту.
Опираясь на опыт, накопленный в этой миссии, Университет Сергио Арболеды строит второй спутник — Libertad 2.